# Paul Gustav Fischer
Ne doit pas être confondu avec Paul Fischer ou Gustav Fischer (éditeur).
Pour les articles homonymes, voir Fischer.
Paul Gustav Fischer, né le 22 juillet 1860 à Copenhague et mort le 5 janvier 1934 à Gentofte, est un peintre, sculpteur et graveur danois.
Son nom est parfois orthographié Paul Gustave Fischer ou Poul Gustav Fischer et ses travaux mentionnés sous le nom raccourci de Paul Fischer. Il est principalement connu pour ses peintures issues du mouvement réaliste et a connu son apogée au début du XXe siècle.

## Biographie
Paul Gustave Fischer naît à Copenhague dans une famille d’ascendance juive-polonaise. Son père Philip Fischer (da) (1817-1907) possède un commerce de peinture et de laques et, ayant souhaité devenir peintre dans sa jeunesse, oriente son fils vers cette activité. Comme son frère Johannes August Fischer (da) (1854-1921), qui devient également peintre, il suit les cours de l’Académie royale des beaux-arts du Danemark à Copenhague pendant deux années.
Il débute par des peintures représentant des scènes de rues se déroulant à Copenhague, prises à la tombée de la nuit, lors de journées grises ou par temps de pluie et de neige et qui montrent l’activité des gens et illustrent l’atmosphère du Copenhague d’alors. Entre 1891 et 1895, il séjourne à Paris, fréquente des peintres issu du mouvement impressionniste et développe la couleur dans ses toiles. Fischer se rend par la suite à plusieurs reprises en Allemagne et en Italie, voyage en Scandinavie et continue à peindre sur ses thèmes de prédilection. Il signe également plusieurs tableaux montrant des scènes de baignade nue se déroulant sur des plages ensoleillées.
Ses œuvres font partie du mouvement réaliste puis naturaliste. Au cours de sa carrière, Fischer a également développé un intérêt pour les affiches, inspiré en cela par les travaux de Théophile Alexandre Steinlen et Henri de Toulouse-Lautrec, et Jules Chéret le publia dans Les Maîtres de l'affiche (1895-1900).
Il décède à l’âge de 73 ans à Gentofte, dans la région de l’Hovedstaden au Danemark.

## Galerie

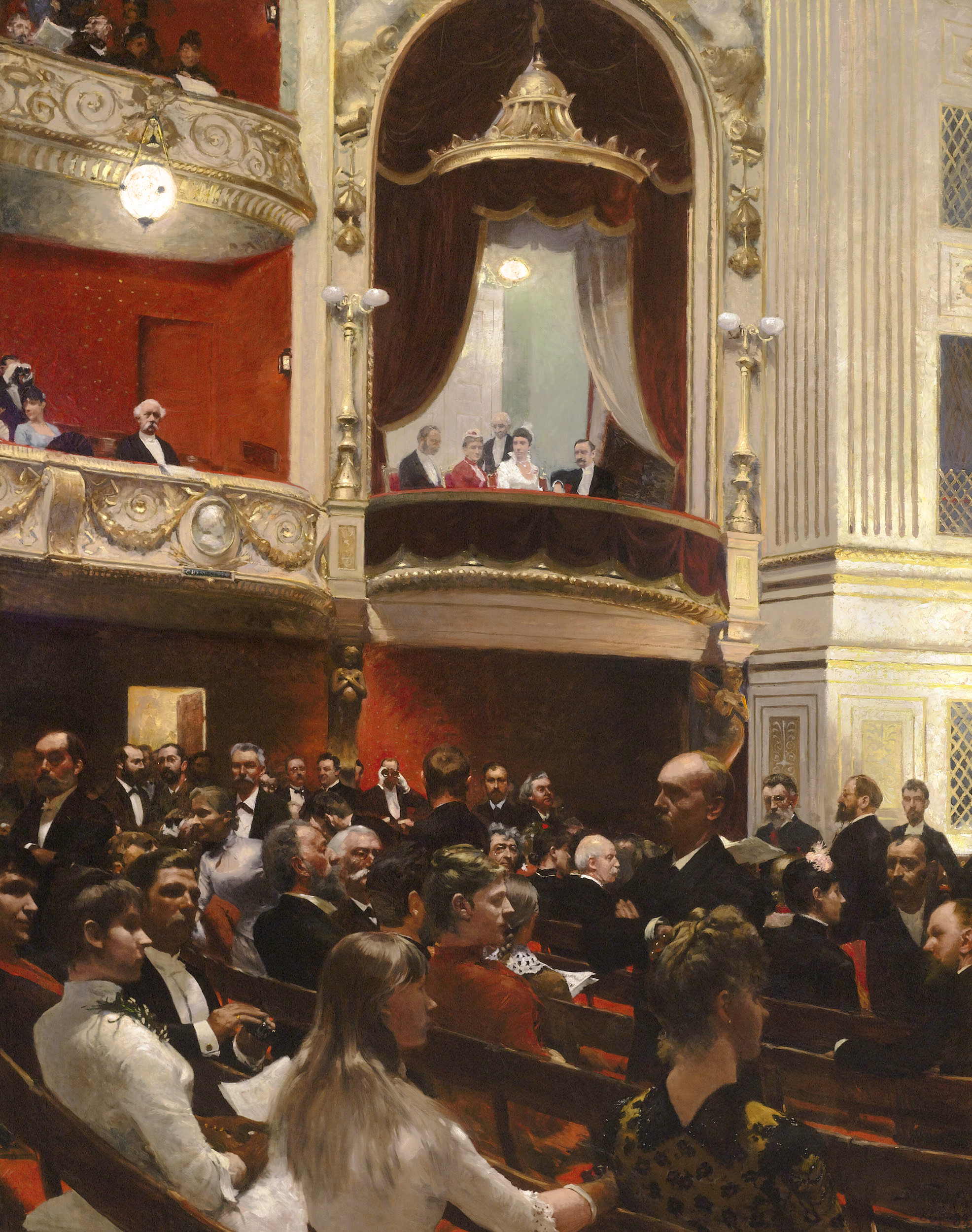
Une soirée au Théâtre Royal (1887-1888)
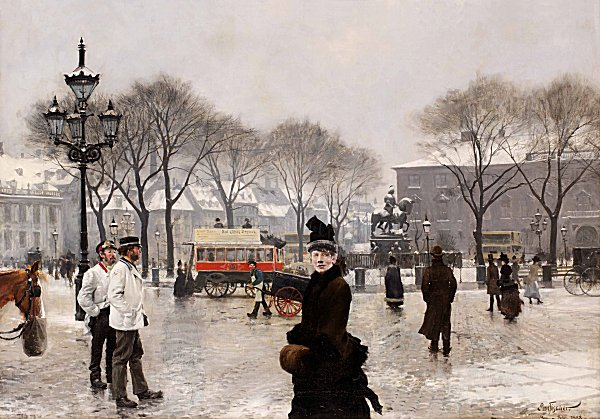
Kongens Nytorv (1888)
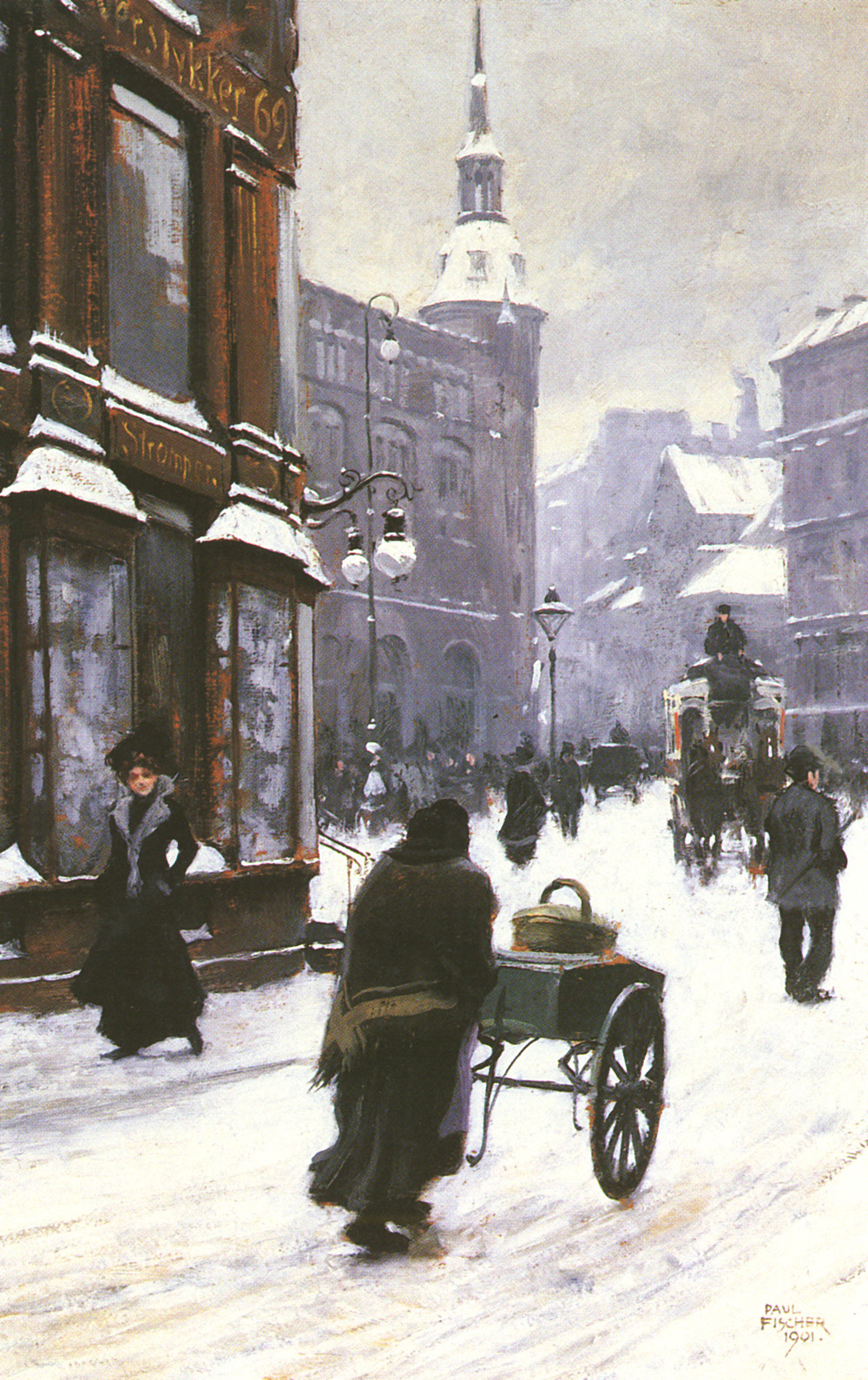
Scène de rue en hiver, Copenhague (1901)
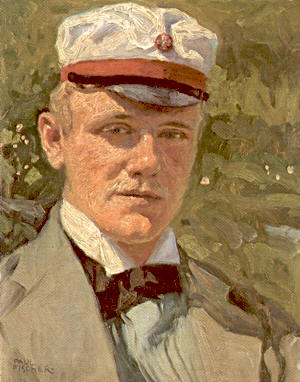
Albert Fischer (1911)
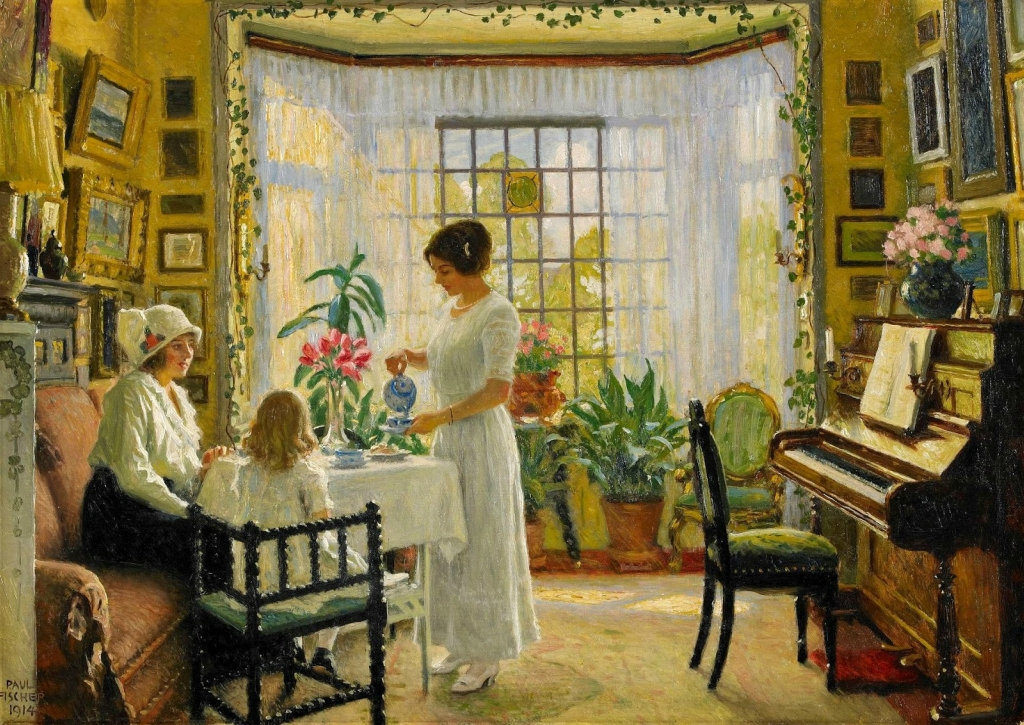
Intérieur (1914)
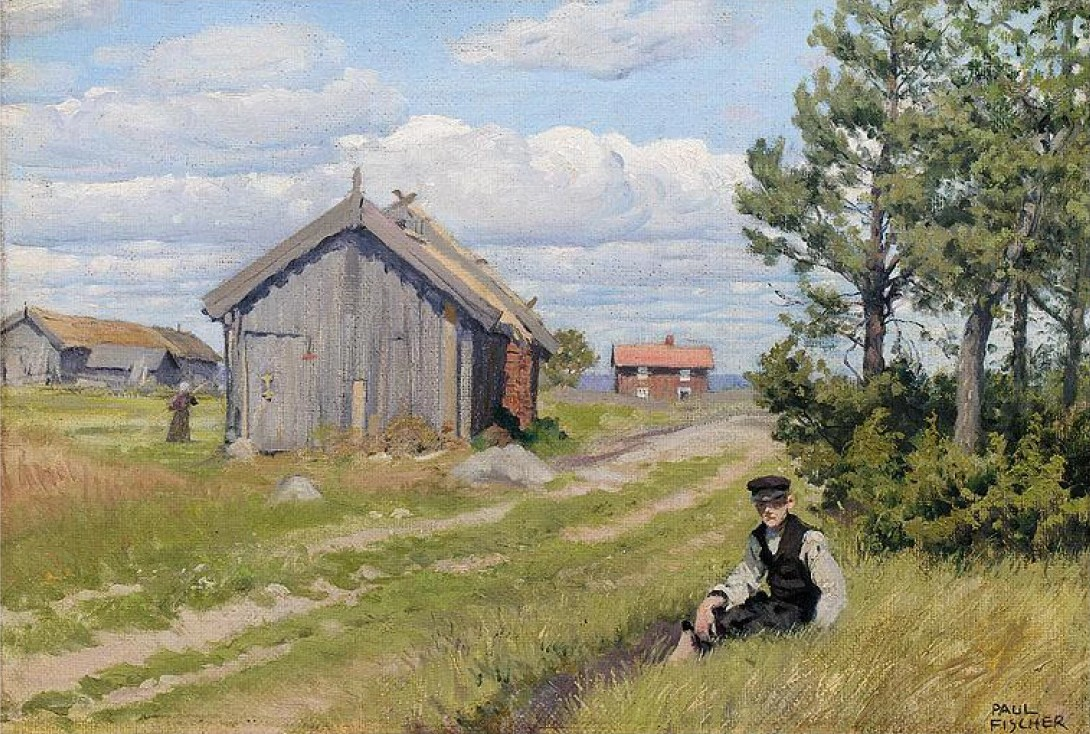
Une ferme (1916)
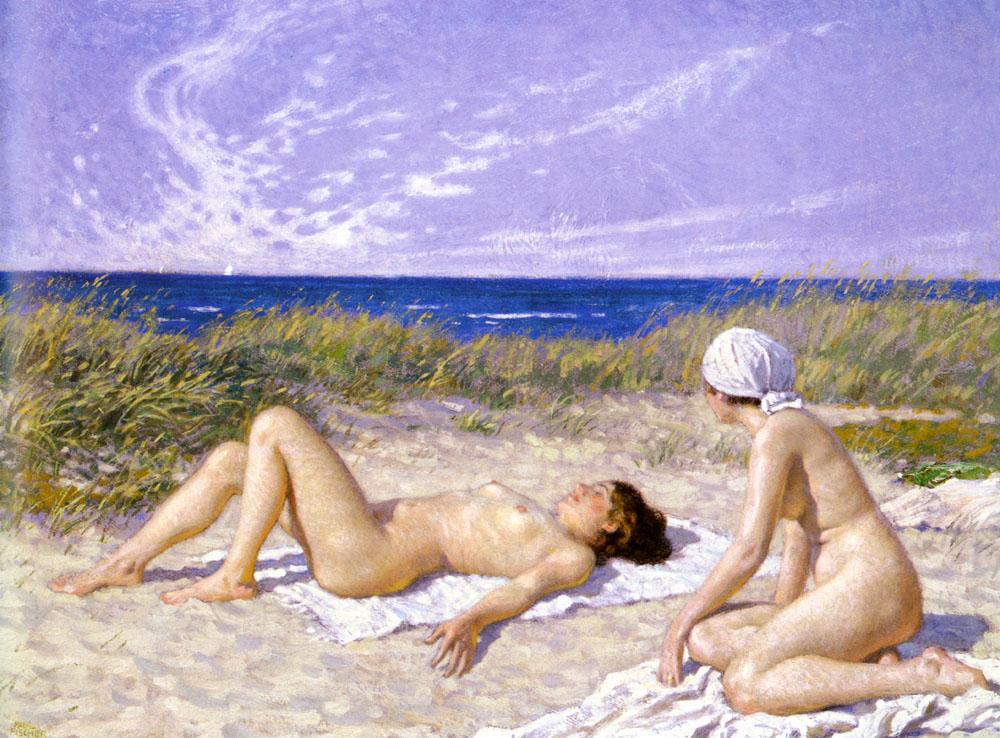
Bain de soleil dans les dunes (1916)
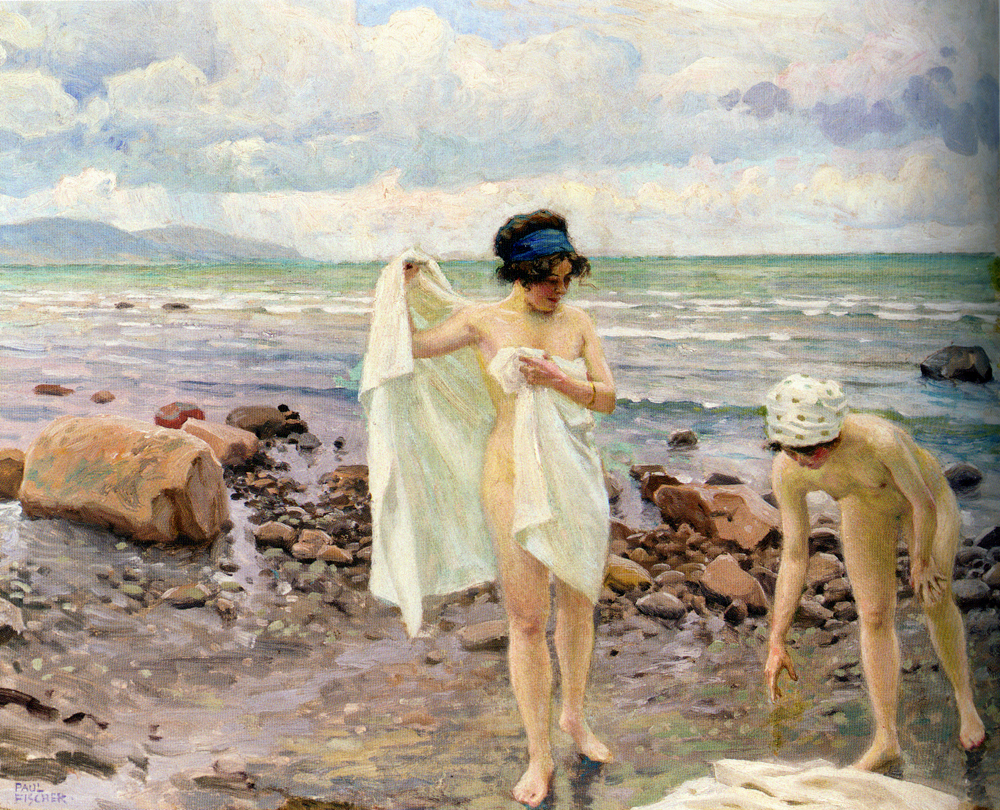
Scène de baignade - Les Baigneuses (1916)
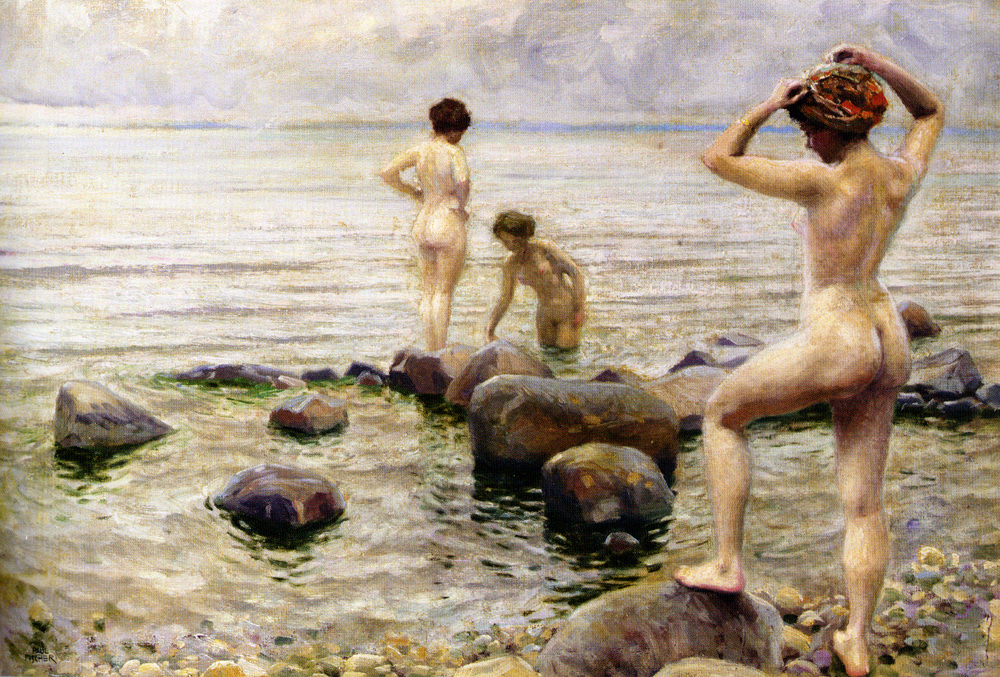
Scène de baignade - Faire trempette au matin (1916)
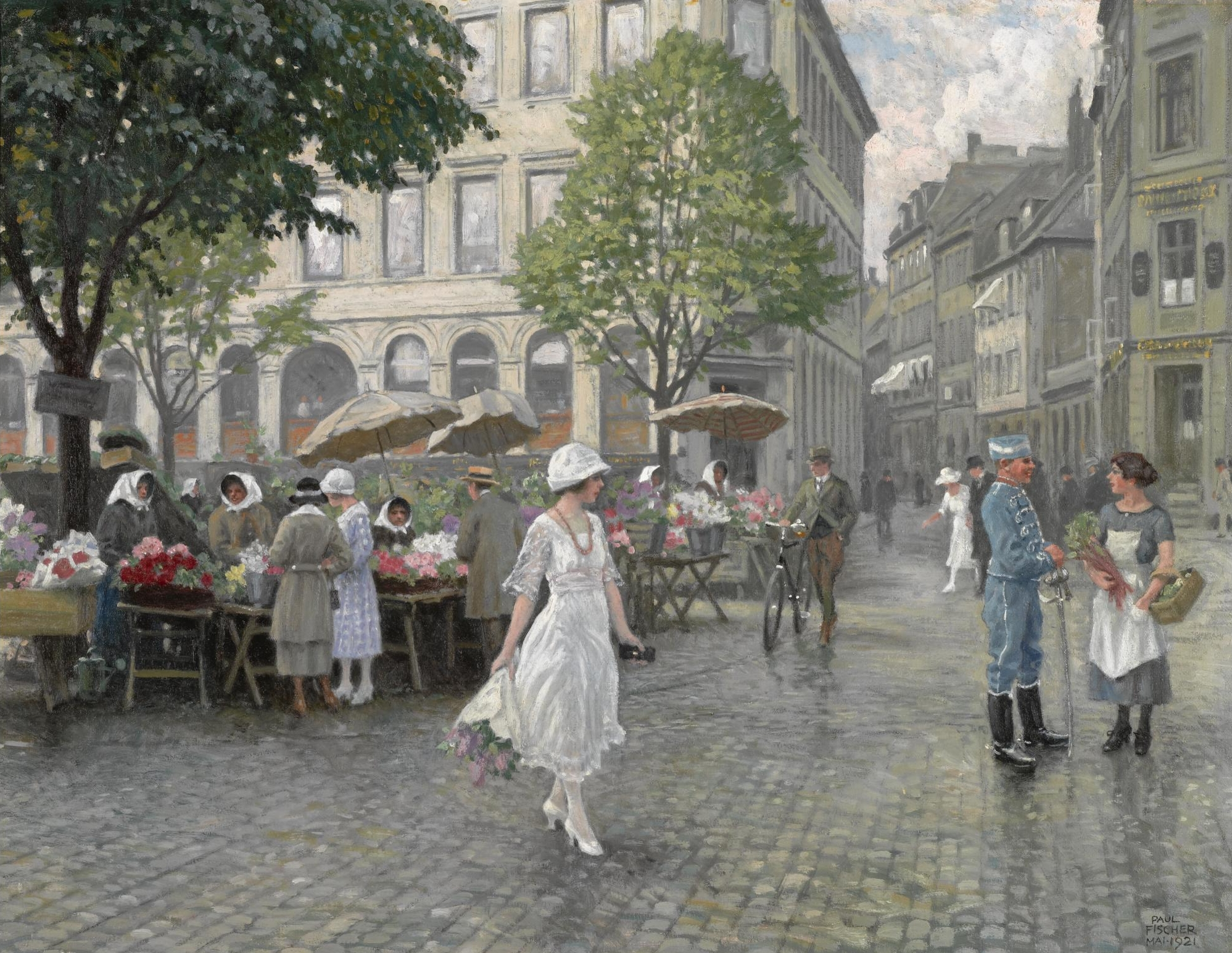
Højbro Plads, Copenhague (1921)